# Missouri Valley Football Conference
La Missouri Valley Football Conference (anciennement Gateway Football Conference) est le groupement de onze universités gérant les compétitions de football américain universitaire dans le centre des États-Unis. 

Ancien logo.

## Membres actuels

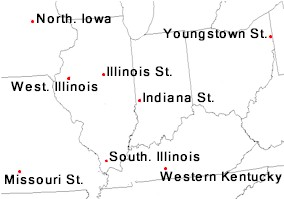
Répartition géographique

| Institution                                  | Lieu                        | Fondation | Type     | Surnom         | Rejoint | Conférence primaire        |
| -------------------------------------------- | --------------------------- | --------- | -------- | -------------- | ------- | -------------------------- |
| Université d'État de l'Illinois              | Normal, Illinois            | 1857      | Publique | Redbirds       | 1985    | Missouri Valley Conference |
| Université d'État de l'Indiana               | Terre Haute, Indiana        | 1865      | Publique | Sycamores      | 1986    | Missouri Valley Conference |
| Université d'État de Murray                  | Murray, Kentucky            | 1922      | Publique | Racers         | 2023    | Missouri Valley Conference |
| Université du Dakota du Nord                 | Grand Forks, Dakota du Nord | 1883      | Publique | Fighting Hawks | 2020    | Summit League              |
| Université d'État du Dakota du Nord          | Fargo, Dakota du Nord       | 1890      | Publique | Bison          | 2008    | Summit League              |
| Université du Nord de l'Iowa                 | Cedar Falls, Iowa           | 1876      | Publique | Panthers       | 1985    | Missouri Valley Conference |
| Université du Dakota du Sud                  | Vermillion, Dakota du Sud   | 1862      | Publique | Coyotes        | 2012    | Summit League              |
| Université d'État du Dakota du Sud           | Brookings, Dakota du Sud    | 1881      | Publique | Jackrabbits    | 2008    | Summit League              |
| Université du Sud de l'Illinois à Carbondale | Carbondale, Illinois        | 1869      | Publique | Salukis        | 1985    | Missouri Valley Conference |
| Université d'État de Youngstown              | Youngstown, Ohio            | 1908      | Publique | Penguins (en)  | 1997    | Horizon League             |

## Installations sportives
| Université         | Stade football US        | Capacité |
| ------------------ | ------------------------ | -------- |
| Illinois State     | Hancock Stadium          | 15 000   |
| Indiana State      | Memorial Stadium         | 12 764   |
| Murray State       | Roy Stewart Stadium      | 16 800   |
| North Dakota       | Alerus Center            | 12 283   |
| North Dakota State | Fargodome                | 19 500   |
| Northern Iowa      | UNI-Dome                 | 16 000   |
| South Dakota       | DakotaDome               | 10 000   |
| South Dakota State | Dana J. Dykhouse Stadium | 19 340   |
| Southern Illinois  | Saluki Stadium           | 15 276   |
| Youngstown State   | Stambaugh Stadium        | 20 000   |

## Palmarès
| - 1985 : Northern Iowa - 1986 : Eastern Illinois - 1987 : Northern Iowa - 1988 : Western Illinois - 1989 : Southwest Missouri State - 1990 : Southwest Missouri State et Northern Iowa - 1991 : Northern Iowa - 1992 : Northern Iowa - 1993 : Northern Iowa - 1994 : Northern Iowa - 1995 : Eastern Illinois et Northern Iowa - 1996 : Northern Iowa - 1997 : Western Illinois - 1998 : Western Illinois - 1999 : Illinois State - 2000 : Western Illinois |  | - 2001 : Northern Iowa - 2002 : Western Illinois et Western Kentucky - 2003 : Northern Iowa et Southern Illinois - 2004 : Southern Illinois - 2005 : Northern Iowa, Southern Illinois et Youngstown State - 2006 : Youngstown State - 2007 : Northern Iowa - 2008 : Northern Iowa et Southern Illinois - 2009 : Southern Illinois - 2010 : Northern Iowa - 2011 : North Dakota State et Northern Iowa - 2012 : North Dakota State - 2013 : North Dakota State - 2014 : Illinois State et North Dakota State - 2015 : Illinois State et North Dakota State - 2016 : North Dakota State et South Dakota State |  | - 2017 : North Dakota State - 2018 : North Dakota State - 2019 : North Dakota State - 2020 : Missouri State, North Dakota et South Dakota State - 2021 : North Dakota State - 2022 : South Dakota State - 2023 : South Dakota State - 2024 : North Dakota State, South Dakota et South Dakota State |